# باب الأمر
باب الأمر هو أحد أبواب المدينة العتيقة لفاس، المغرب. شيده المرينيون سنة 1276م كمدخل غربي لفاس الجديد. يوجد باب الأمر بمحاذات الملاح (الحي اليهودي) عند ساحة العلويين.

## التاريخ

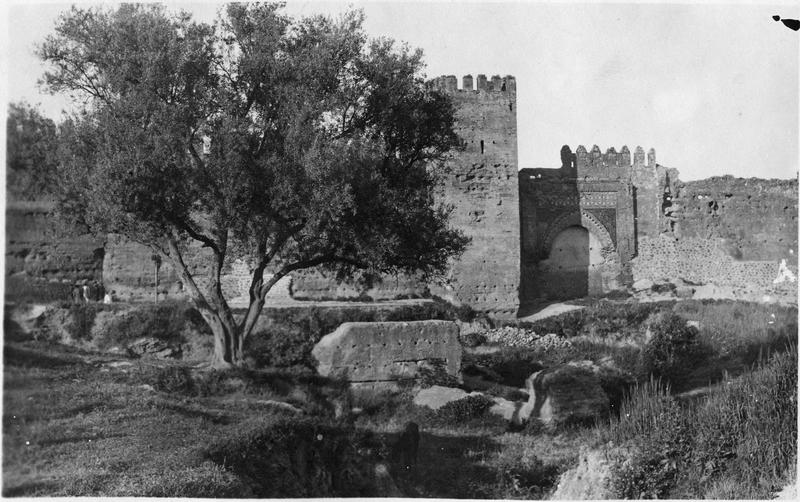
بقايا باب الأمر تظهر على يمين الصورة التي التقطت في عام 1916

أسس السلطان المريني أبو يوسف يعقوب مدينة فاس الجديد في عام 1276 كمدينة إدارية محصنة، وأحاط المدينة بالأسوار المزدوجة، والتي كانت قريبة من بعضها البعض في بعض المناطق مثل الأسوار المبنية في الشرق والغرب، على حين كانت بعيدة عن بعضها البعض في مناطق أخرى كما في الأسوار الواقعة في الشمال والجنوب. كانت هناك منطقة عرفت تاريخيا باسم حمص بين الأسوار الجنوبية الداخلية والخارجية للمدينة، وكانت هذه المنطقة تضم أفواج السلطان من الرماة السوريين، وكان باب الأمر هو البوابة الغربية الأصلية لهذه المنطقة. وقد سميت البوابة بهذا الاسم نسبة إلى ثكنة حراس المدينة التي كانت تقع بالقرب منها في ذلك الوقت، كما كانت هناك قناة تجلب المياه من منبع عين العمير إلى المدينة وتمر بالقرب من موقع البوابة.
تحولت منطقة حمص في وقت ما قبل أواخر القرن السادس عشر إلى الحي اليهودي في المدينة، والذي يعرف أيضا بحي الملاح، وأنشئت إحدى المقابر اليهودية الثلاث داخل البوابة الواقعة في جهة الشمال الغربي من موقع ساحة العلويين الحالية، وفي وقت لاحق أنشئت إلى الشرق منها مقبرة أخرى، وهي المقبرة اليهودية المتبقية حتى الآن. وفي فترة حكم السلالة السعدية، بني معقل يعرف باسم برج المحرس جنوب باب الأمر ليكون بمثابة حصن دفاعي في الركن الجنوبي الغربي من مدينة فاس، غير أن هذا المعقل هدم فيما بعد مع بعض الأسوار المحيطة به، بأمر من الوالي حمدون الروسي، الذي عينه السلطان مولاي عبد الله في فترة الاضطرابات والقمع التي حدثت خلال فترة حكمه الأولى، والتي امتدت في الفترة ما بين عامي 1729-1734.

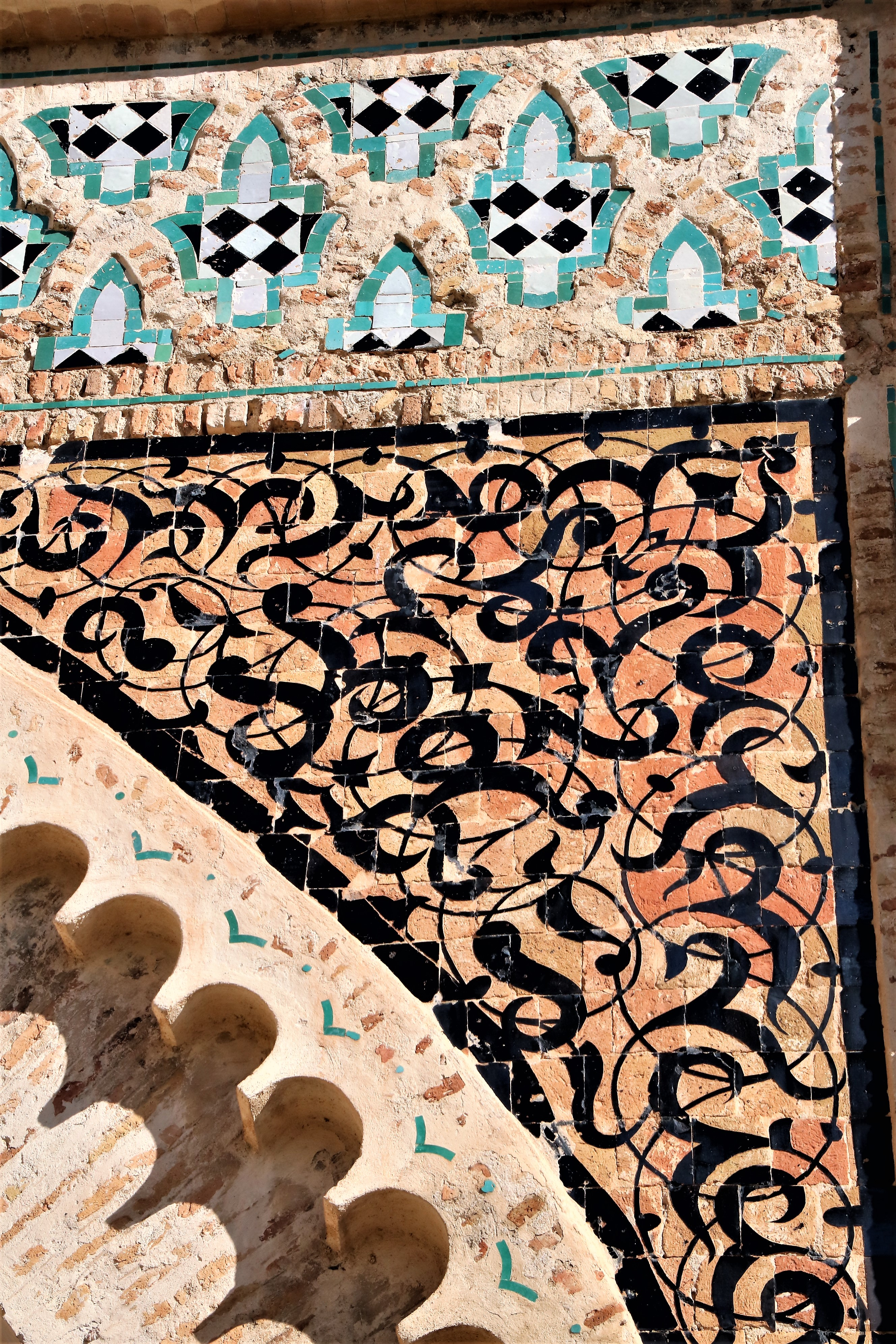
جزء من الزخرفة الموجودة على باب الأمر

شهدت المنطقة الكثير من التغيرات عقب فرض الحماية الفرنسية على المغرب في عام 1912، ونظرًا لأن الإدارة الفرنسية رأت أن البوابة ضيقة جدًا وغير مريحة لحركة المرور، فقد ردمت قناة المياه القريبة من البوابة وهدمت وجزءًا كبيرًا من السور المحيط بها في سبيل إنشاء الطريق الرئيسي الذي يمر الآن بجوارها، كما أنشئت ساحة مفتوحة واسعة في موقع المقبرة اليهودية السابقة التي كانت تقع إلى الشمال الغربي من البوابة، وقد عرفت آنذاك باسم ساحة التجارة، وهي الساحة التي تعرف الآن باسم ساحة العلويين. وفي أواخر الستينيات وأوائل السبعينيات من القرن العشرين، أمر الملك الحسن الثاني بإنشاء مدخل جديد للقصر الملكي (دار المخزن) من ساحة العلويين، حيث شيدت بوابات القصر المعروفة في ذلك الوقت.